# Wellsford

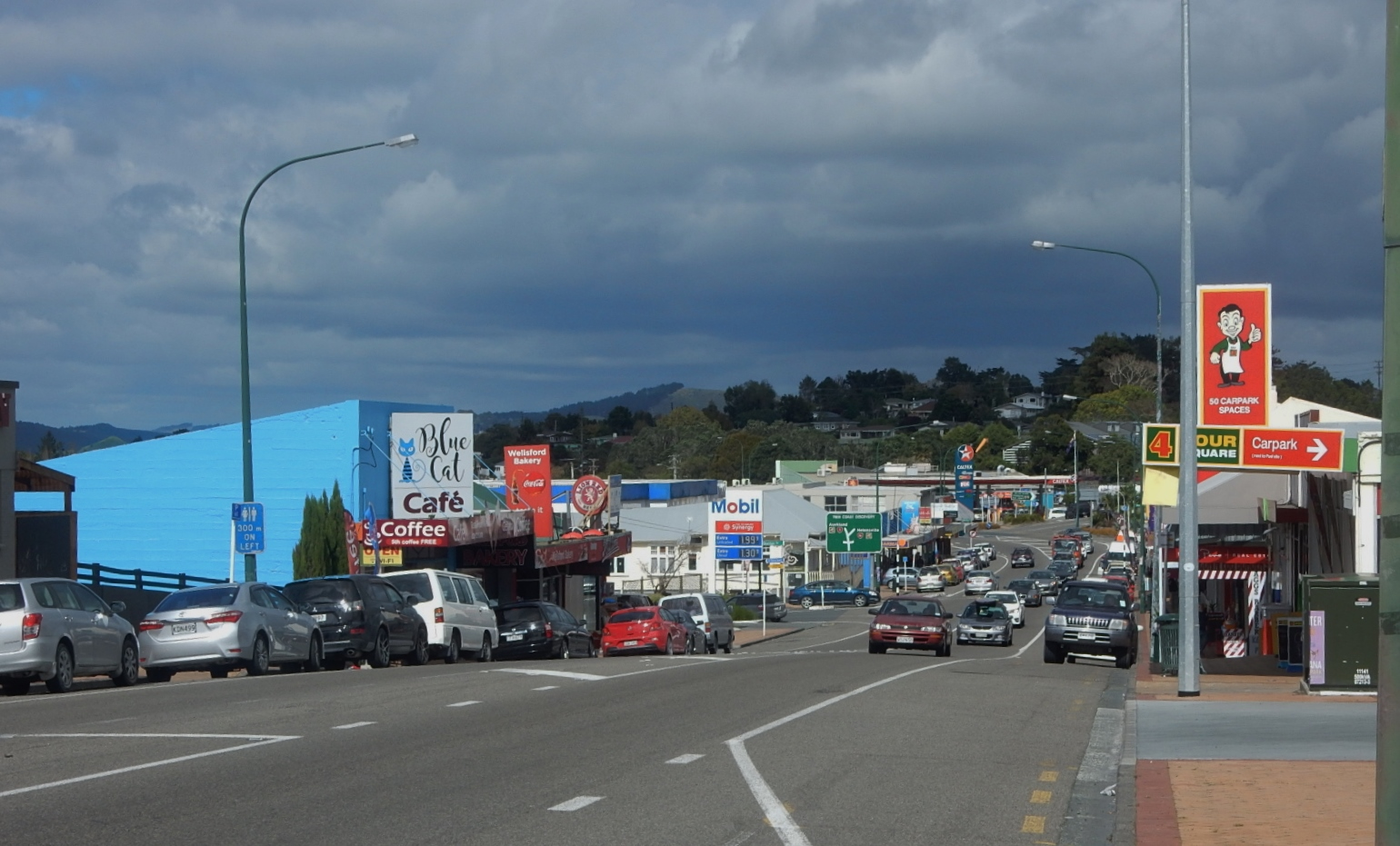
Main Street in Wellsford

Wellsford ist ein Ort im Stadtgebiet des heutigen Auckland Council auf der Nordinsel von Neuseeland. Die Stadt gehörte bis Ende Oktober 2010 zum ehemaligen Rodney District, der am 1. November 2010 als Rodney Ward dem neu gebildeten Auckland Council untergeordnet wurde.

## Namensherkunft
Der Names des Ortes soll aus einer lokalen Tradition heraus aus den Anfangsbuchstaben der Siedlerfamilien der Region: Watson, Edger, Lester, Levet, Simpson, Foster, Oldfield, Ramsbottom und Dibble gebildet worden sein.

## Geographie
Die Stadt befindet sich rund 17 km nordwestlich von Warkworth und rund 65 km nordnordwestlich des Stadtzentrums von Auckland, nordöstlich des Whanaki River, der rund 11 km südwestlich in den Tauhoa River und dieser in den Kaipara Harbour mündet. Durch Wellsford führt der New Zealand State Highway 1, der die Stadt mit Warkworth im Südosten und weiterführend mit dem Stadtzentrum von Auckland im Süden verbindet und nach Norden eine Verbindung mit Whangārei herstellt. In der Stadt zweigt der New Zealand State Highway 16 nach Südwesten ab und verbindet Wellsford mit dem rund 43 km entfernten Helensville.

## Geschichte
In den frühen 1960er Jahren trafen Siedler aus England ein, die sich in Port Albert an der Kaipara Coast, etwa 10 km westlich von Wellsford ansiedelten. Diese Siedler nannten sich nach Albert von Sachsen-Coburg und Gotha, dem Gemahl von Königin Victoria „Albertlanders“. Sie waren eine Abspaltung der Anglikanischen Kirche, die nach einem neuen Ort zur Ansiedlung suchte. Allerdings kamen nicht viele der Siedler in Port Albert an und diese fanden es schwer, hier ihr Auskommen zu finden. Die Mehrzahl der Albertlander zogen daher weiter in fruchtbarere Gebiete ins Inland und gründeten die Siedlung Wellsford.

## Bevölkerung
Zum Zensus des Jahres 2013 zählte der Ort 1698 Einwohner, 1,6 % mehr als zur Volkszählung im Jahr 2006.

## Bildungswesen
In Wellsford befinden sich mehrere Bildungseinrichtungen: Mit der Wellsford School und der Tapora School verfügt der Ort über zwei Grundschulen mit den Jahrgangsstufen 1 bis 8. Im Jahr 2014 besuchten die Wellsford School 342 Schüler und im Jahr 2016 die Tapora School 25 Schüler. Das Rodney College ist eine weiterführende Schule mit den Jahrgangsstufen 9 bis 15. Im Jahr 2016 besuchten dort 370 Schüler die Schule. Mit der Living Way Christian School verfügt der Ort über eine Private Composite School mit den Jahrgangsstufen 1 bis 15. Im Jahr 2014 besuchten 18 Schüler die Schule.